# گل‌نوش سیاه
گل‌نوش سیاه (نام علمی: Florisuga fusca) نام یک گونه از سرده گل‌نوش‌ها است.